# ایالت وا
ایالت وا (وا: Meung Vax; چینی: 佤邦; پین‌یین: Wǎ Bāng; برمه‌ای: ဝပြည်နယ်) یک منطقه خودمختار در میانمار (برمه) است. این ایالت به صورت دفاکتو از بقیه کشور مستقل است و توسط حزب ایالت وای مستقل به صورت یک دولت تک‌حزبی سوسیالیستی اداره می‌شود. ایالت وا حاکمیت میانمار را بر تمام قلمرو خود به رسمیت می‌شناسد و در مقابل، سطح بالایی از خودمختاری را از دولت مرکزی گرفته‌است. در قانون اساسی ۲۰۰۸ میانمار از این منطقه به عنوان بخش خودگردان وا از ایالت شان یاد شده‌است. وا از دو بخش مجزا تشکیل شده‌است و پایتخت اداری آن پانگکهام در بخش شمالی است. نام وا از نام مردم وا، که به یکی از زبان‌های آستروآسیایی سخن می‌گویند، گرفته‌شده‌است.